# Tiburoneros
Tiburoneros és una pel·lícula mexicana de 1962 del director Luis Alcoriza.

## Producció
Tiburoneros està basada en la vida de pescadors de taurons que el director Luis Alcoriza va conèixer en els seus viatges per Mèxic. Basant-se en les històries d'aquests pescadors, Alcoriza escriu el guió de Tiburoneros i comença a filmar la pel·lícula del 26 d'abril al 31 de maig de 1962 en la costa de Tabasco, en la capçalera municipal de Centla, Frontera i al Districte Federal de Mèxic. La pel·lícula es va estrenar el 23 de maig de 1963 al cinema Alameda.

## Repartiment
- Julio Aldama com Aurelio Gómez.
- Dacia González com Manela.
- Niño David del Carpio com Pigua.
- Tito Junco com Don Raúl.
- Amanda del Llano com Adela.
- Eric del Castillo com El Costeño.
- Alfredo Varela, Jr. com Chilo.
- Noé Murayama com Román.
- Enrique Lucero com Rubén.
- Conchita Gentil Arcos com Mare d'Aurelio.
- Mario Zebadúa "Colocho" com El Tuerto
- Amado Zumaya com Rodolfo.
- Aurora Clavel com Esposa de Rubén.
- Irma Serrano com Rosa.
- Sadi Dupeyrón com Pedro.
- Yolanda Ortíz com filla gran d'Aurelio.
- Enrique de la Peña
- Blanca Delia Hermosillo

## Sinopsi
Aurelio és un "tiburonero", o pescador de taurons. Aurelio treballa molt per a enviar diners a la seva família a la ciutat i mantenir Manela, la seva jove amant en la costa. La seva vida a la costa és bona ja que és considerat el millor tiburonero de la regió. Per ajudar a la família de Manela, ell li dona al pare i al germà de Manela un pot de pesca i xarxes perquè ells també puguin mantenir-se a canvi que el deixin relacionar-se amb Manela. Després descobreix que el seu compare està robant de la seva pesca. Aurelio el colpeja però es penedeix i crida a un metge. Addicionalment, Manela s'enfada amb Aurelio perquè ell no li compra un collaret que ella vol i per tant, ella es talla el cabell el dia del seu aniversari. Aurelio contacta amb la seva família a la ciutat i decideix vendre el seu vaixell i tornar a la ciutat amb la seva família, que el pressiona perquè torni. Troba una proposta per un negoci de transports que li assegura un futur, però no sap com manejar-se a la ciutat, a més de que no ser feliç, per la qual cosa decideix tornar a la costa a fer el que veritablement estima, ser tiburonero.

## Premis
En 1963 Luis Alcoriza va guanyar el premi al millor argument en el Festival Internacional de Cinema de Mar del Plata gràcies a aquest film.